# Acrorumohra diffracta
Acrorumohra diffracta là một loài thực vật có mạch trong họ Dryopteridaceae. Loài này được (Baker) H. Itô miêu tả khoa học đầu tiên năm 1938.